# Подольськ (Новосибірська область)
Подольськ (рос. Подольск) — присілок у Баганському районі Новосибірської області Російської Федерації.
Входить до складу муніципального утворення Івановська сільрада. Населення становить 110 осіб (2010).

## Історія
Згідно із законом від 2 червня 2004 року органом місцевого самоврядування є Івановська сільрада.

## Населення
| 2002 | 2007 | 2010 |
| ---- | ---- | ---- |
| 140  | ↘116 | ↘110 |